# Peter-Christian Kunkel
Peter-Christian Kunkel (* 4. Dezember 1943 auf dem Rittergut Erlenhöhe bei Breslau) ist emeritierter Professor für Staats- und Verwaltungsrecht an der Hochschule Kehl.

## Leben
Peter-Christian Kunkel machte 1963 am Humboldt-Gymnasium Ulm Abitur. Nach seinem Studium der Rechts- und Politischen Wissenschaften in München, Berlin, Tübingen und Heidelberg war Kunkel 1973 bis 1979 Referent im Landesjugendamt und im Sozialministerium Rheinland-Pfalz. Von 1979 bis 2009 war Kunkel Professor für Staats- und Verwaltungsrecht an der Hochschule Kehl, wo er seither weiter als Lehrbeauftragter tätig ist. Kunkel ist verheiratet und hat zwei Kinder, die ebenfalls Juristen sind, sowie vier Enkelkinder.

## Wirken
Die Lehrtätigkeit von Kunkel umfasst die Bereiche Staatsrecht, Sozialrecht und Verwaltungsrecht. Sein Arbeitsschwerpunkt liegt im Bereich Sozial- und Jugendhilfegesetzgebung, wo er als „Verfasser einschlägiger Grundlagenwerke und praktischer Ratgeber zum Kinder- und Jugendhilferecht“ gilt.

## Schriften (Auswahl)
- Peter-Christian Kunkel (Hrsg.): Sozialgesetzbuch VIII. Nomos, Baden-Baden 2014. ISBN 978-3-8487-0798-0. Rezension, Vorauflage bei socialnet.de
- Peter-Christian Kunkel: Jugendhilferecht. Nomos, Baden-Baden, 2013. ISBN 978-3-8329-7778-8. Rezension bei socialnet.de Rezension, Vorauflage bei jurawelt.com
- Peter-Christian Kunkel: Finanzierung der Jugendarbeit nach § 74 SGB VIII. In: Zeitschrift für Kindschaftsrecht und Jugendhilfe. Bundesanzeiger-Verl.-Ges., Köln 2013. ISSN 1861-6631. Seite 228–230.
- Peter-Christian Kunkel: Jugendhilferecht in der Rechtsprechung 2011 und 2012. In: ZFSH, SGB. Luchterhand, Köln 2013. ISSN 1434-5668. Seite 309–330 und 381–406.
- Peter-Christian Kunkel: Jugendhilferecht in Rechtsprechung und Literatur. In: Jahrbuch des Sozialrechts 34.2012. Schmidt, Berlin 2013. ISBN 978-3-503-15611-5. Seite 417–449.
- Peter-Christian Kunkel: Möglichkeiten und Grenzen der professionellen Kommunikation in der Familiengerichtsbarkeit mit Blick auf Verschwiegenheitspflicht und Datenschutz. In: Familie, Partnerschaft, Recht. Beck, München 2013. ISSN 0947-2045. Seite 487–491.
- Peter-Christian Kunkel: Rechtsfragen in der Schulsozialarbeit. In: Zeitschrift für Kindschaftsrecht und Jugendhilfe. Bundesanzeiger-Verl.-Ges., Köln 2013. ISSN 1861-6631. Seite 192–198.
- Peter-Christian Kunkel: Schulsozialarbeit zwischen Elternrecht und Schweigepflicht. In: Recht der Jugend und des Bildungswesens. BWV Berliner Wiss.-Verl., Berlin 2013. ISSN 0034-1312. Seite 95–100
- Peter-Christian Kunkel: Wer ist zuständig für die Gefährdungseinschätzung nach § 8a SGB VIII?. In: Zeitschrift für Kindschaftsrecht und Jugendhilfe. Bundesanzeiger-Verl.-Ges., Köln 2013. ISSN 1861-6631. Seite 394–395.
- Peter-Christian Kunkel (Ko-Autor): Existenzsicherungsrecht. Nomos, Baden-Baden 2012.  ISBN 978-3-8329-6265-4.
- Peter-Christian Kunkel (Ko-Autor): Kinder- und Jugendhilferecht. Nomos, Baden-Baden 2012. ISBN 978-3-8329-7773-3.
- Peter-Christian Kunkel: Kinder- und Jugendhilfe. Deutscher Taschenbuch-Verlag, München 2007. ISBN 978-3-423-58126-4.